# 空茎乌头
空茎乌头（学名：Aconitum apetalum）为毛茛科乌头属下的一个种。

## 扩展阅读
- 維基物種上的相關：空茎乌头